# Stenotabanus paitillensis
Stenotabanus paitillensis är en tvåvingeart som beskrevs av David Fairchild 1942. Stenotabanus paitillensis ingår i släktet Stenotabanus och familjen bromsar. Inga underarter finns listade i Catalogue of Life.